# Arnaldo Salvado
Arnaldo Salvado (ur. 27 stycznia 1959) – mozambicki trener piłkarski. W latach 1996–1998 i 1999-2000 był selekcjonerem reprezentacji Mozambiku.

## Kariera trenerska
W swojej karierze trenerskiej Salvado prowadził takie kluby jak: Black Leopards, Atlético Muçulmano i Maxaquene Maputo. W latach 1996–1998 i 1999-2000 był selekcjonerem reprezentacji Mozambiku. W 1998 roku poprowadził ją w Pucharze Narodów Afryki 1998.